# Rinkebymordet

Rinkebymordet skedde den 26 februari 2002. Då sköts 19-årige Radu Acsinia till döds vid Rinkeby tunnelbanestation.
Den 23 oktober 2002 dömde Svea hovrätt fyra unga män som gemensamt skyldiga för mordet. Straffen blev sluten ungdomsvård för de två yngsta samt tio års respektive livstids fängelse för de övriga två – bröderna Önder och Özkan Yildiz, då 20 respektive 24 år gamla.
Advokat Claes Borgström, som företräder Özkan, lämnade i juni 2009 in en begäran om resning till Högsta domstolen. Av denna framgår bland annat att ett antal ögonvittnen har trätt fram med uppgiften att Önder och Özkan inte befann sig på mordplatsen. Ett av åklagarens viktigaste vittnen har också trätt fram (2009) och berättat att han lämnat oriktiga uppgifter om Önder och Özkan under rättegångarna. 
Den 14 september 2009 beslutade Högsta domstolen att riksåklagaren ska yttra sig över fallet.
Boken Tre bröder (2005), av Christian Holmén och Dick Sundevall, handlar om Rinkebymordet.